# Fiat 1200
Fiat 1200 — автомобіль компанії Fiat, що випускався з 1957 по 1960 рік.

## Історія

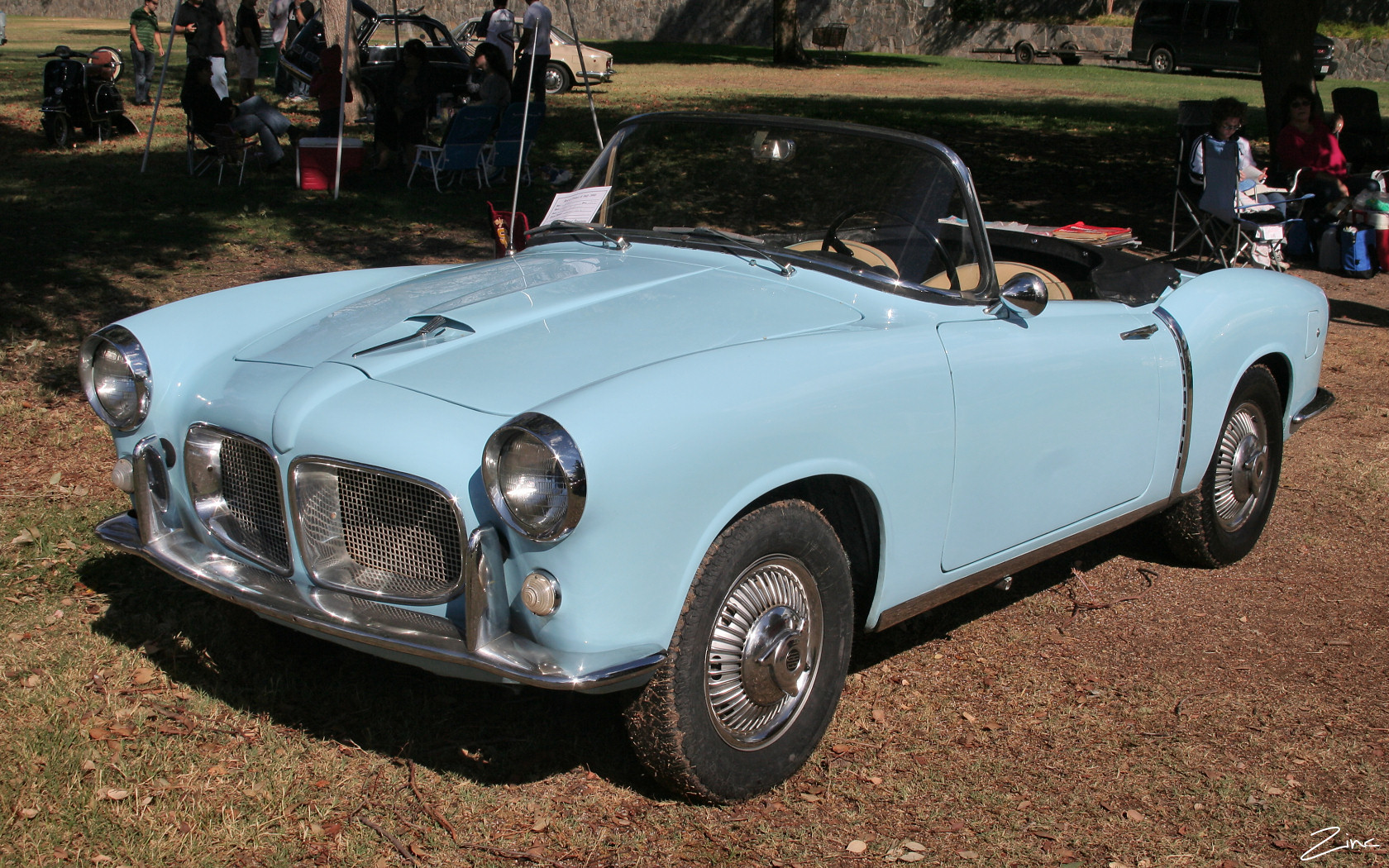
Fiat 1200 TV

Автомобіль був представлений на Туринському автосалоні в листопаді 1957. Протягом багатьох років автомобіль вельми ціниться колекціонерами за свій зовнішній вигляд.
Модель 1200 або Granluce Fiat 1200 була розроблена на заміну Fiat 1100-103 TV. Вона оснащувалась новим двигуном, об'ємом 1221 куб. см., потужністю 55 л.с. Версія седан базувалась на моделі Fiat 1100 та зовнішньо її нагадувала.
Також існувала і версія-кабріолет — «Trasformabile», що базувалась, в свою чергу, на моделі Fiat 1100-103 Trasformabile.
1959-го року на заміну 1200 Trasformabile прийшла модель Cabriolet 1200 Pininfarina, а в вересні 1961 на заміну моделі 1200 Granluce прийшов Fiat 1300.
Всього було вироблено біля 400 000 автомобілів.